# Ouffet
Ouffet là một đô thị của Bỉ. Đô thị này tọa lạc ở vùng Walloon, tỉnh Liege. Tại thời điểm ngày 1 tháng 1 năm 2006 Ouffet có dân số 2.529 người. Tổng diện tích là 40,22 km² với mật độ dân số là 63 người trên mỗi km².

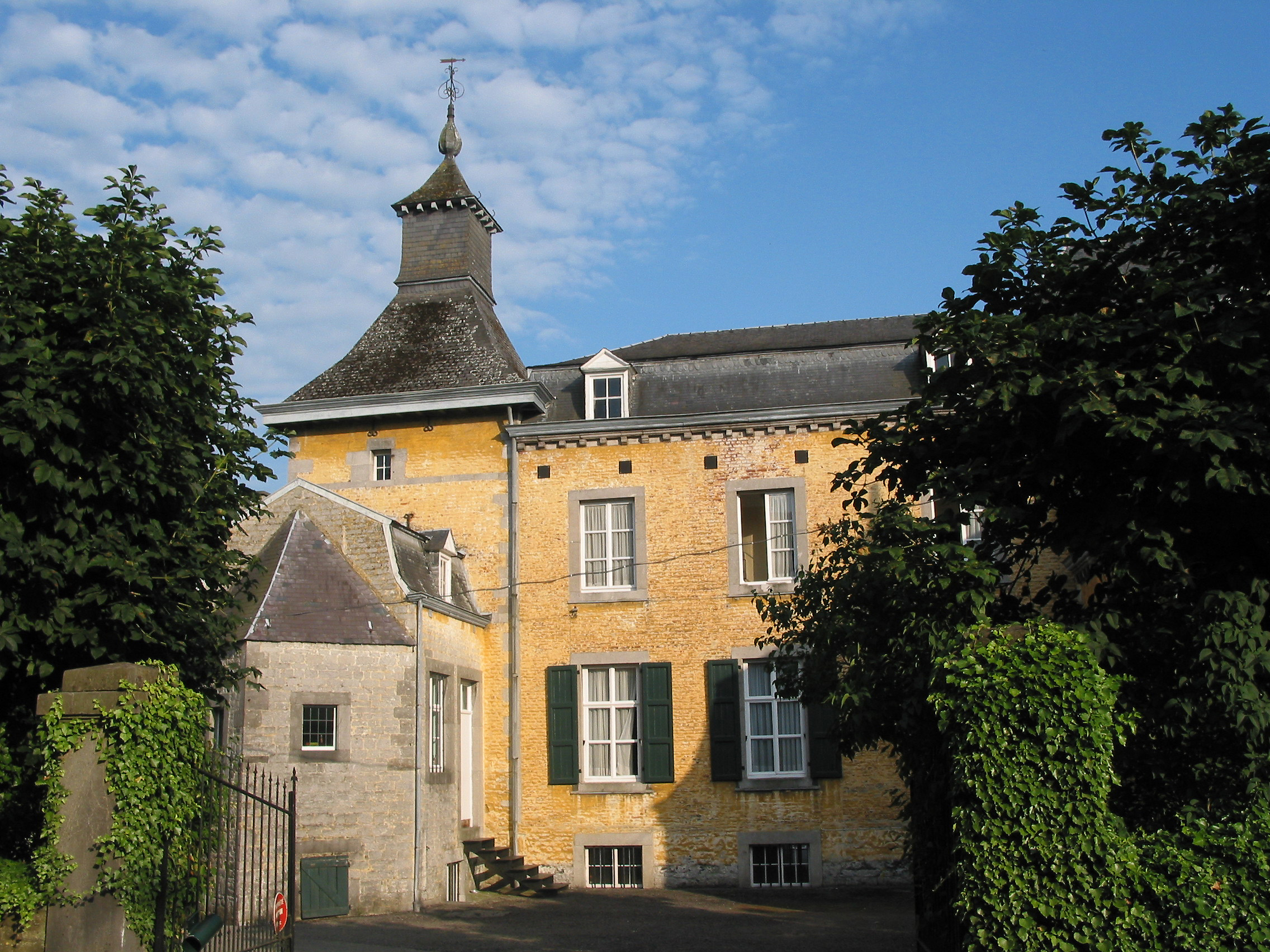
Lâu đài (thế kỷ 18)